# Nycteris woodi
Nycteris woodi је сисар из реда слепих мишева и породице Nycteridae. 

## Распрострањење
Врста има станиште у Замбији, Зимбабвеу, Јужноафричкој Републици, Малавију и Мозамбику.

## Станиште
Врста Nycteris woodi има станиште на копну.

## Угроженост
Ова врста није угрожена, и наведена је као последња брига јер има широко распрострањење.

### Популациони тренд
Популација ове врсте се смањује, судећи по расположивим подацима.